# Radio Ceylon
Radio Ceylon är den äldsta radiostationen i Sydasien. Sändningen började på försök i Ceylon (Sri Lanka) av brittiska Telegraph Department 1923, endast tre år efter det att man börjat med sändning i Europa.

## Ceylon Broadcasting Corporation
Radio Ceylon blev en statlig radiostation den 30 september 1967 och man bytte namn till Ceylon Broadcasting Corporation. Premiärminister Dudley Senanayake utnämnde en framstående ceylonesisk statstjänsteman, Neville Jayaweera, till chef för CBC. När Sri Lanka blev republik 1972, bytte stationen namn till Sri Lanka Broadcasting Corporation (SLBC).
I december 2005 firar Sri Lanka åttio års sändning, en milstolpe i radiohistorien. Den 5 januari 2007 firar Sri Lanka Broadcasting Corporation 40 år som statlig radiostation.